# Mistaken
Mistaken è un film del 2013 diretto da Anthony Roberts.

## Trama
Il giovane Leo Campbell, rientrato a Londra da una vacanza di affari, si ritrova braccato da un potente gruppo mafioso che gli ha anche ucciso la fidanzata. In cerca di risposte a quanto gli sta accadendo, Leo si rivolge all'amico detective Tom Shaw.